# Asteriscus aquaticus
Asteriscus aquaticus — вид квіткових рослин родини айстрові (Asteraceae). лат. aquaticus — епітет, який стосується одного з місць перебування рослин у районах поряд з морем.

## Опис
Однорічна густо запушена рослина. Стебла до 50 см, прямовисні, прості або розгалужені у верхній частині, з бічними гілками. Довгасто-ланцетні, довгасті, зворотно яйцюваті листки цілі чи лопатчасті. Має жовті квіти. Цвітіння і плодоношення з квітня по червень.

## Поширення
Рідний діапазон: Південна Європа, Північна Африка, Західна Азія — Алжир, Албанія, Болгарія, Чорногорія, Хорватія, Кіпр, Єгипет, Франція, Греція, Іспанія, Гібралтар, Ізраїль, Йорданія, Італія, Югославія Колишній, Ліван, Лівія, Сирія, Португалія, Марокко, Мальта, Туніс, Туреччина. Натуралізований: Бельгія, Люксембург, Німеччина, Швейцарія, Польща.
Населяє луки, необроблювані поля, пляжі й канави.

## Галерея

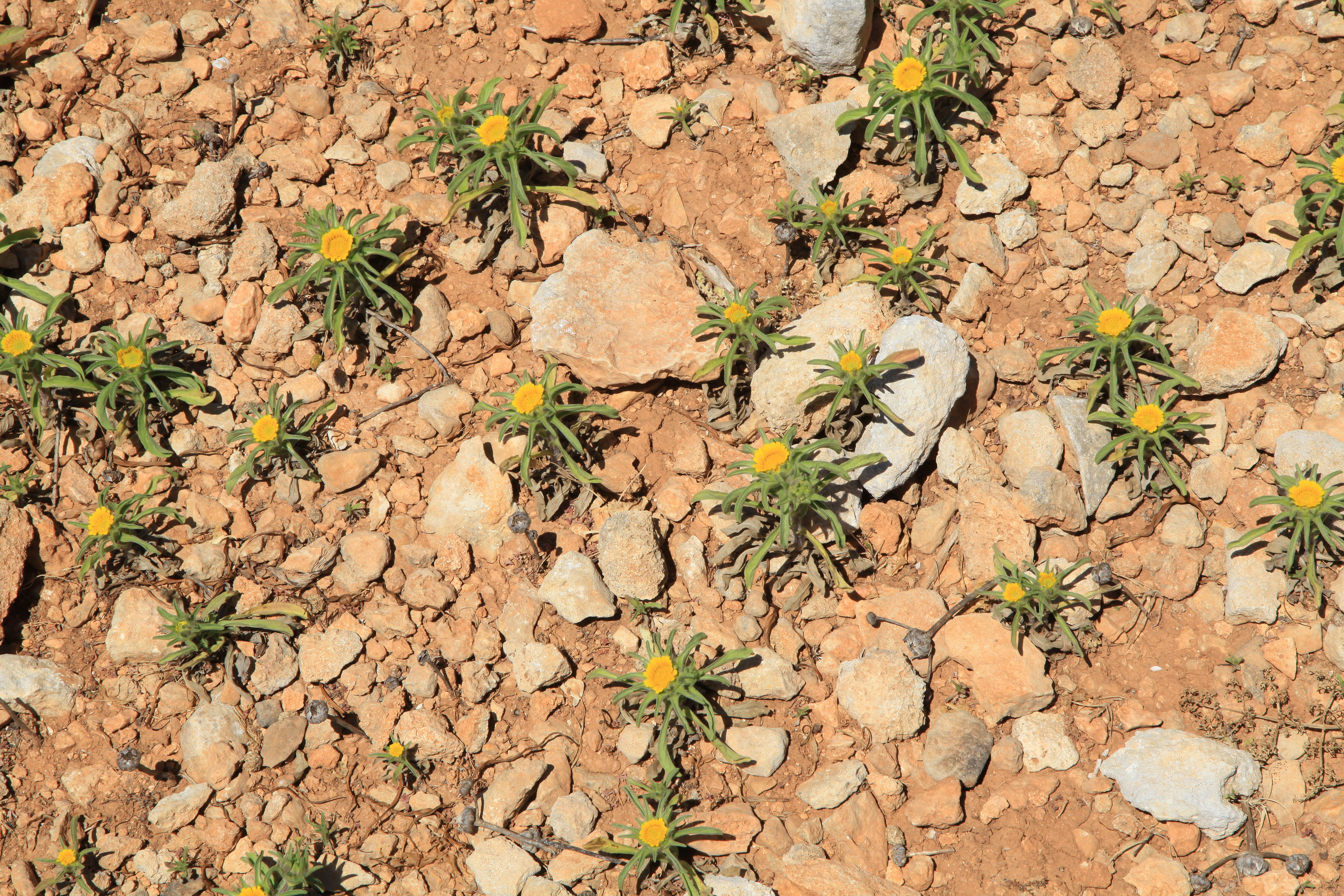
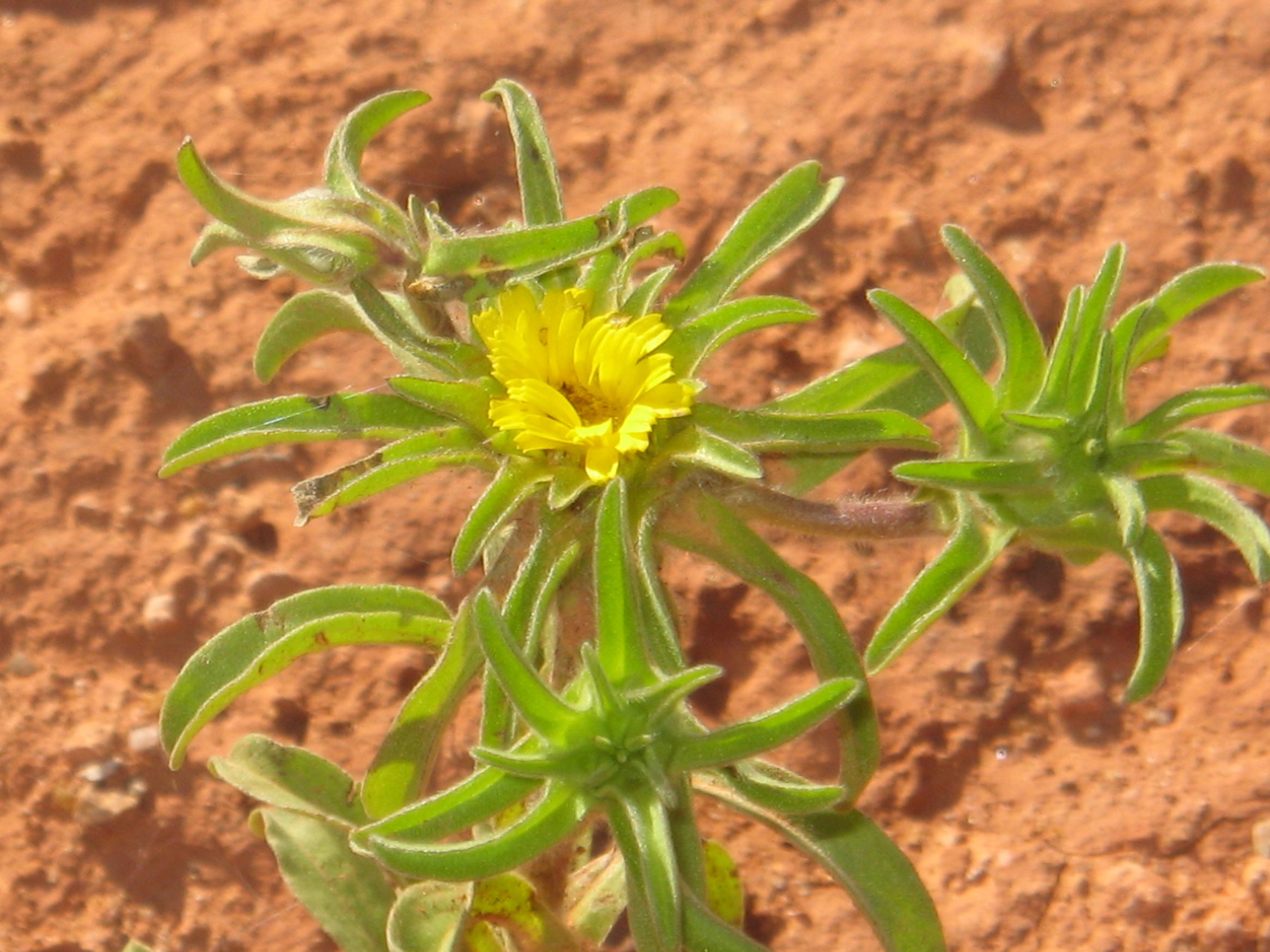
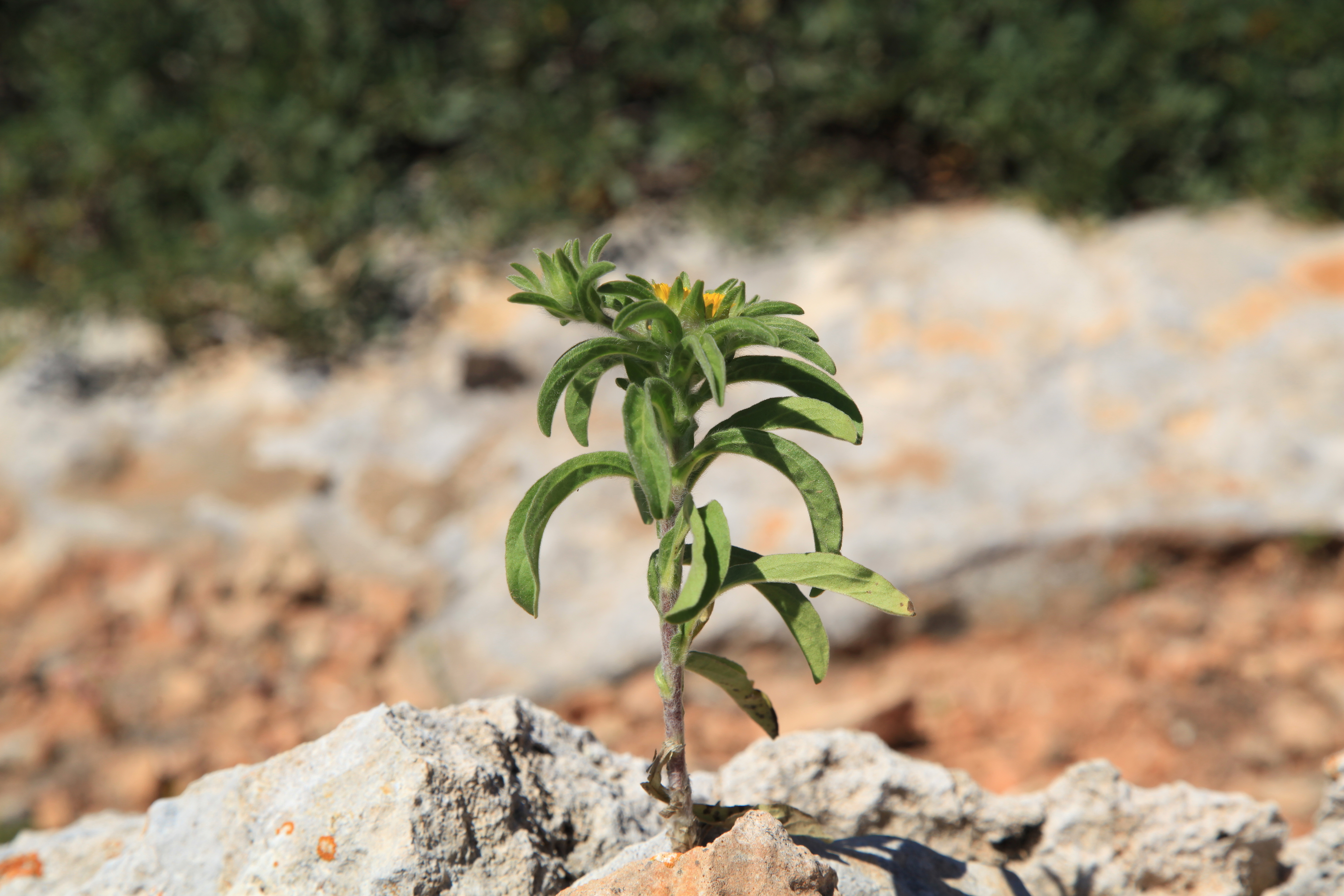

|  | Це незавершена стаття про айстрові. Ви можете допомогти проєкту, виправивши або дописавши її. |